# (8173) 1991 RX23
A (8173) 1991 RX23 a Naprendszer kisbolygóövében található aszteroida. Henry E. Holt fedezte fel 1991. szeptember 11-én.